# Lippia pusilla
Lippia pusilla là một loài thực vật có hoa trong họ Cỏ roi ngựa. Loài này được T.R.S.Silva & Salimena mô tả khoa học đầu tiên năm 2002.